# Залещицкая городская община
Залещицкая городская община (укр. Заліщицька міська громада) — территориальная община в Чортковском районе Тернопольской области Украины.
Административный центр — город Залещики.
Население составляет 27326 человек. Площадь — 349,6 км².
В соответствии с распоряжением Кабинета Министров Украины от 12 июня 2020 года, в состав общины вошла территория Залещицкого городского совета, а также Бедриковского, Блищанского, Винятинского, Городокского, Дзвинячского, Добровлянского, Дуневского, Дуплисского, Зеленогайского, Зозулинского, Ивано-Золотовского, Касперовского, Колодробского, Кулаковского, Новосёлковского, Синьковского, Торсковского и Угриньковского сельских советов упразднённого Залещицкого района.

## Населённые пункты
В состав общины входят 1 город и 29 сёл:
- Город Залещики
- Бедриковский старостинский округ:
  - Бедриковцы
- Блищанский старостинский округ:
  - Блищанка
  - Ставки
- Винятинский старостинский округ:
  - Винятинцы
  - Голограды
- Городокский старостинский округ:
  - Городок
- Дзинячский старостинский округ:
  - Дзвиняч
- Добровлянский старостинский округ:
  - Добровляны
- Дуневский старостинский округ:
  - Выгода
  - Дунев
  - Кулаковцы
  - Щитовцы
- Дуплисский старостинский округ:
  - Дуплиска
- Зеленогайский старостинский округ:
  - Зелёный Гай
  - Печорна
- Зозулинский старостинский округ:
  - Виноградное
  - Зозулинцы
- Иване-Золотовский старостинский округ:
  - Иване-Золотое
- Касперовский старостинский округ:
  - Касперовцы
  - Лисичники
- Колодробский старостинский округ:
  - Колодробка
- Новосёлковский старостинский округ:
  - Новосёлка
- Синьковский старостинский округ:
  - Синьков
- Торсковский старостинский округ:
  - Глушка
  - Торское
  - Якубовка
- Угриньковский старостинский округ:
  - Бересток
  - Угриньковцы
  - Хартоновцы